# Joseph Caventou

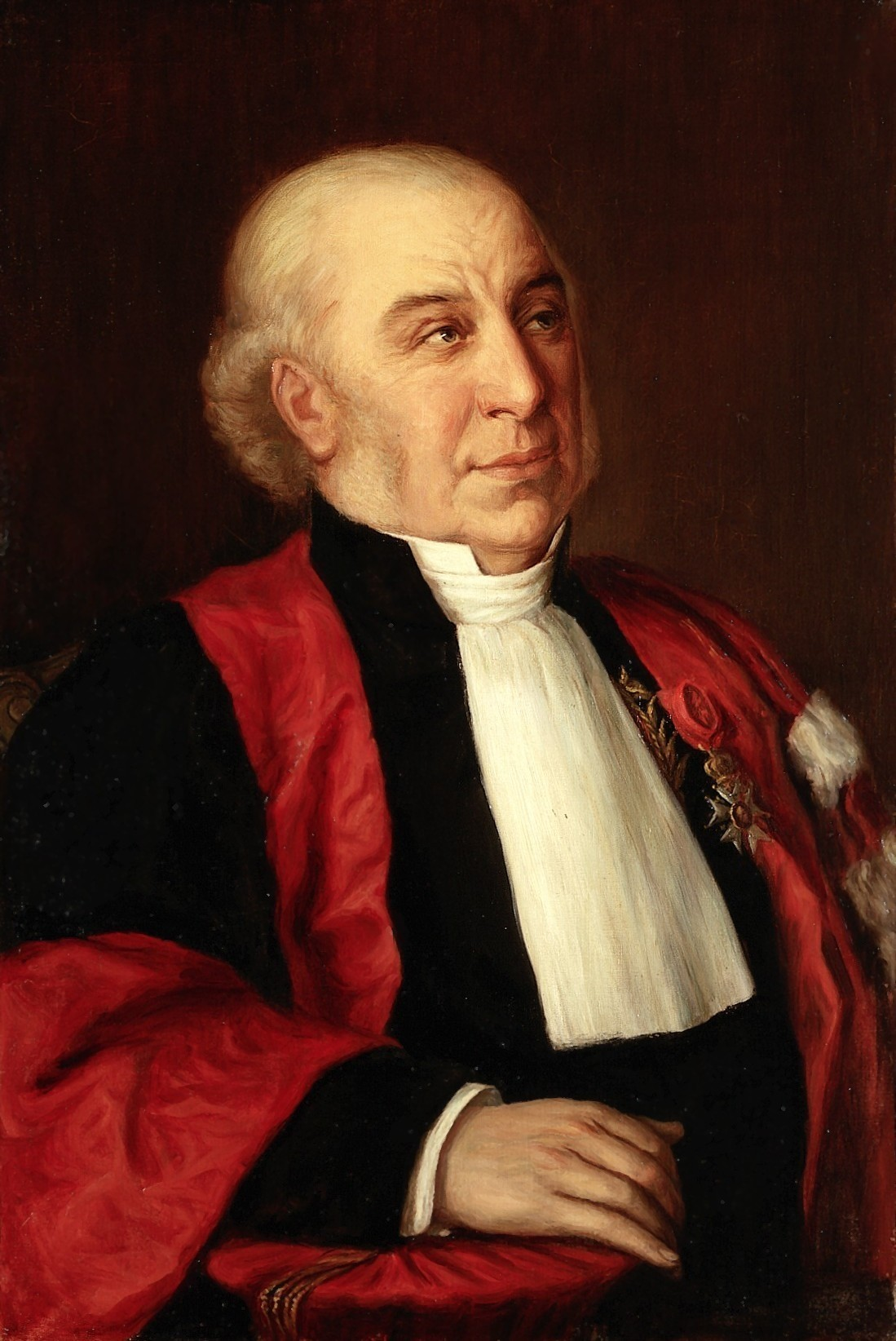
Joseph Bienaimé Caventou

Joseph-Bienaimé Caventou (Sint-Omaars, 30 juni 1795 - Parijs, 5 mei 1877) was een Frans chemicus.
Caventou was professor aan de École de Pharmacie in Parijs. Met Philippe Joseph Pelletier isoleerde hij als eerste kinine uit de bast van de cinchona'. Ook strychnine, brucine en de ontdekking van chlorofyl staat mede op zijn naam.